# سفیدمراد
سفیدمراد، روستایی در دهستان چاه ریگان بخش چاه مرید شهرستان کهنوج در استان کرمان ایران است.

## جمعیت
بر پایه سرشماری عمومی نفوس و مسکن در سال ۱۳۹۵، جمعیت این روستا برابر با ۸۵۰ نفر (۲۱۳ خانوار) بوده‌است.